# Gorazd Štangelj
Gorazd Štangelj (Novo Mesto, 27 de gener de 1973) és un ciclista eslovè, professional des del 1997 fins al 2011.
En el seu palmarès destaca el Campionat d'Eslovènia en ruta del 2010. Aquest mateix campionat el guanyà el 2000, però en fou desposseït per haver donat positiu en un control antidopatge per efedrina.

## Palmarès
- 1991
  - 1r al Tour de l'Abitibi
- 1994
  - 1r al Gran Premi de Kranj
- 1996
  - 1r al Giro del Belvedere
- 1998
  - 1r al Gran Premi de Kranj i vencedor d'una etapa
  - Vencedor d'una etapa de la Volta a la Baixa Saxònia
  - Vencedor d'una etapa de la Cursa de la Solidaritat Olímpica
- 1999
  - 1r a la Commonwealth Bank Classic
- 2000
  - 1r al Trofeu Melinda
  - Vencedor d'una etapa del Gran Premi del Midi Libre
- 2001
  - 1r al Giro de la Toscana
- 2010
  -  Campió d'Eslovènia en ruta

### Resultats al Tour de França
- 2005. 87è de la classificació general

### Resultats al Giro d'Itàlia
- 2001. 72è de la classificació general
- 2002. Abandona
- 2004. 95è de la classificació general
- 2005. 67è de la classificació general
- 2006. 59è de la classificació general
- 2007. 78è de la classificació general
- 2009. 96è de la classificació general
- 2010. 92è de la classificació general

### Resultats a la Volta a Espanya
- 2002. 74è de la classificació general
- 2008. 109è de la classificació general